# ماسیمو کاررا
ماسیمو کاررا (به ایتالیایی: Massimo Carrera) بازیکن سابق فوتبال و مربی کنونی اهل ایتالیا است.
او در دوران بازی در پست مدافع برای تیم ملی فوتبال ایتالیا و باشگاه های مختلفی از جمله یوونتوس،جایی که بعد ها در آن به مربی‌گری پرداخت، به میدان رفته است. او بین سال های ۲۰۱۶ تا اواخر ۲۰۱۸، به مدت سه فصل پیاپی هدایت تیم اسپارتاک مسکو را بر عهده داشت.

## افتخارات

### یوونتوس
سوپرجام ایتالیا: ۲۰۱۲

### اسپارتاک مسکو
لیگ برتر روسیه: ۱۷–۲۰۱۶
سوپرجام روسیه: ۲۰۱۷